# ペニアミナ・ペルシヴァル
ペニアミナ・ペルシヴァル（Peniamina Percival、1994年11月8日 - ）は、サモアの柔道家。アピア出身。父親はサモア人、母親はアメリカ人、兄は日本人と結婚している。
13歳の時に柔道を始めた。2016年、日本に留学した際に初めて黒帯を取得した。2019年春、大阪に移住し、天王寺区にある道場の大新柔道会に入門した。
2021年の東京オリンピックを前に、サモア政府は世界的なCOVID-19の感染拡大を受け、国内在住の選手は大会に派遣しないことを発表した。ペルシヴァルは既に大阪に移住していたため大会出場が叶い、男子81kg級に出場した。
サモアでは、ペルシヴァルは伝統的な手作り彫刻を売っている。また、ヒップホップグループのオリジナル・サモアン・クランプ・キングズのメンバーであり、プロデューサーやDJも兼ねている。

## 主な戦績
| 年   | 大会                 | 開催地 | 種目   | 結果      | 備考 |
| ---- | -------------------- | ------ | ------ | --------- | ---- |
| 2019 | パシフィックゲームズ | アピア | 81kg級 | 3位       |      |
| 2019 | 世界柔道選手権大会   | 東京   | 81kg級 | 1回戦敗退 |      |
| 2021 | オリンピック         | 東京   | 81kg級 | 2回戦敗退 |      |